# 세라 댈린
세라 엘리자베스 댈린(영어: Sara Elizabeth Dallin, 1961년 12월 17일 ~ )는 잉글랜드의 가수로 바나나라마의 멤버이다.